# Nickerson (Kansas)
Nickerson és una població dels Estats Units a l'estat de Kansas. Segons el cens del 2000 tenia 1.194 habitants.

## Demografia
Segons el cens del 2000, Nickerson tenia 1.194 habitants, 460 habitatges, i 333 famílies. La densitat de població era de 341,5 habitants/km².
Dels 460 habitatges en un 36,1% hi vivien nens de menys de 18 anys, en un 58,3% hi vivien parelles casades, en un 10,2% dones solteres, i en un 27,4% no eren unitats familiars. En el 24,3% dels habitatges hi vivien persones soles el 10,2% de les quals corresponia a persones de 65 anys o més que vivien soles. El nombre mitjà de persones vivint en cada habitatge era de 2,58 i el nombre mitjà de persones que vivien en cada família era de 3,03.
Per edats la població es repartia de la següent manera: un 28,6% tenia menys de 18 anys, un 8,2% entre 18 i 24, un 27,8% entre 25 i 44, un 22,2% de 45 a 60 i un 13,1% 65 anys o més.
L'edat mediana era de 36 anys. Per cada 100 dones de 18 o més anys hi havia 92,8 homes.
La renda mediana per habitatge era de 33.269 $ i la renda mediana per família de 34.188 $. Els homes tenien una renda mediana de 29.091 $ mentre que les dones 18.313 $. La renda per capita de la població era de 13.609 $. Entorn del 10,3% de les famílies i el 13% de la població estaven per davall del llindar de pobresa.

## Poblacions més properes
El següent diagrama mostra les poblacions més properes.